# Chromis ovatiformis
Chromis ovatiformis, tên thông thường là ovate chromis, là một loài cá biển thuộc chi Chromis trong họ Cá thia. Loài này được mô tả lần đầu tiên vào năm 1946.

## Phạm vi phân bố và môi trường sống
C. ovatiformis có phạm vi phân bố ở Tây Thái Bình Dương. Loài cá này được tìm thấy từ đảo Miyakejima trải dài đến đảo Okinawa và đảo Đài Loan. C. ovatiformis sống xung quanh những rạn san hô và đá ngầm ở độ sâu khoảng từ 10 đến 40 m (hiếm khi xuất hiện ở những vùng nước nông).

## Mô tả
C. ovatiformis có chiều dài cơ thể lớn nhất được ghi nhận là 10 cm. Cá đực có tập tính bảo vệ và chăm sóc những quả trứng.
Số gai ở vây lưng: 12 - 13; Số vây tia mềm ở vây lưng: 12 - 13; Số gai ở vây hậu môn: 2; Số vây tia mềm ở vây hậu môn: 12 - 14.